# Xíhuitl Témoc
Xíhuitl Témoc (Náhuatl clásico: Xīhuītl Tēmoc para "cometa descendiente"), alternativamente nombrado como Xíhutl-Témoc y Xíhutltémoc (1400s - c. 1427), fue, acordando con la Crónica Mexicáyotl, el último rey o tlatoani de Tenochtitlan antes de la formación del Imperio azteca.
Según, era el hijo mayor y sucesor de Chimalpopoca, quien comúnmente es referido como el último Tlatoani antes del Imperio. Su padre falleció en 1427 bajo circunstancias sospechosas, y Xíhutil Témoc se convirtió en tlatoani por unos 60 días antes de su muerte.
Su identidad ha sido cuestionada, Carlos Santamaria Novillo propuso que pudo haber sido la misma figura de Teuctlehuac, otro hijo de Chimalpopoca que tuvo lazos con los Tepanecas. 
Similarmente, Camilla Townsend sugiere que Xíhuitl Témoc puedo haber sido un títere tepaneca después de que Maxtla matara a Chimalpopoca, uno de los dos sospechosos del asesinato de ese mandatario; el otro siendo su tío, Itzcóatl. Esto es el presunto destino de Xíhuitl Témoc, depuesto por Itzcóatl y sus simpatizantes, después de que Itzcóatl fuera el primer emperador azteca.
Algunos autores como Ross Hassig, por otro lado, dudan la existencia de Xíhuitl Témoc, con el argumento de que no hay otra fuente que lo mencione. Aunque no ofrece una alternativa, de que Xíhutl Témoc haya sido automáticamente declarado rey debido a que su padre fue anteriormente tlatoani, y que el nunca realmente fue coronado.
Xíhuitl Témoc pudo haber tenido su nombre por algún ancestro distante, una figura política de Colhuacan.